# Kristopher Letang
Vous lisez un « bon article » labellisé en 2011.
Pour les articles homonymes, voir Letang.
Kristopher Joseph Pierre Irwin Letang, dit Kris Letang (né le 24 avril 1987 à Montréal, dans la province de Québec au Canada), est un joueur professionnel canadien de hockey sur glace évoluant au poste de défenseur. Il est repêché en troisième ronde, 62e au total par les Penguins de Pittsburgh au repêchage d'entrée de 2005 dans la Ligue nationale de hockey. Faisant ses débuts dans la LNH en 2006-2007, il est rapidement renvoyé dans la Ligue de hockey junior majeur du Québec avec son équipe, les Foreurs de Val-d'Or.
En 2007-2008, il joue sa première saison professionnelle et remporte par la suite la Coupe Stanley avec les Penguins la saison suivante. Il remporte à nouveau la coupe en 2016 et 2017. Avec l'équipe du Canada, il remporte la médaille d'argent lors du championnat du monde des moins de 18 ans en 2005. Il remporte également deux médailles d'or lors des championnats du monde junior en 2006 et 2007.

## Biographie

### Débuts en carrière junior

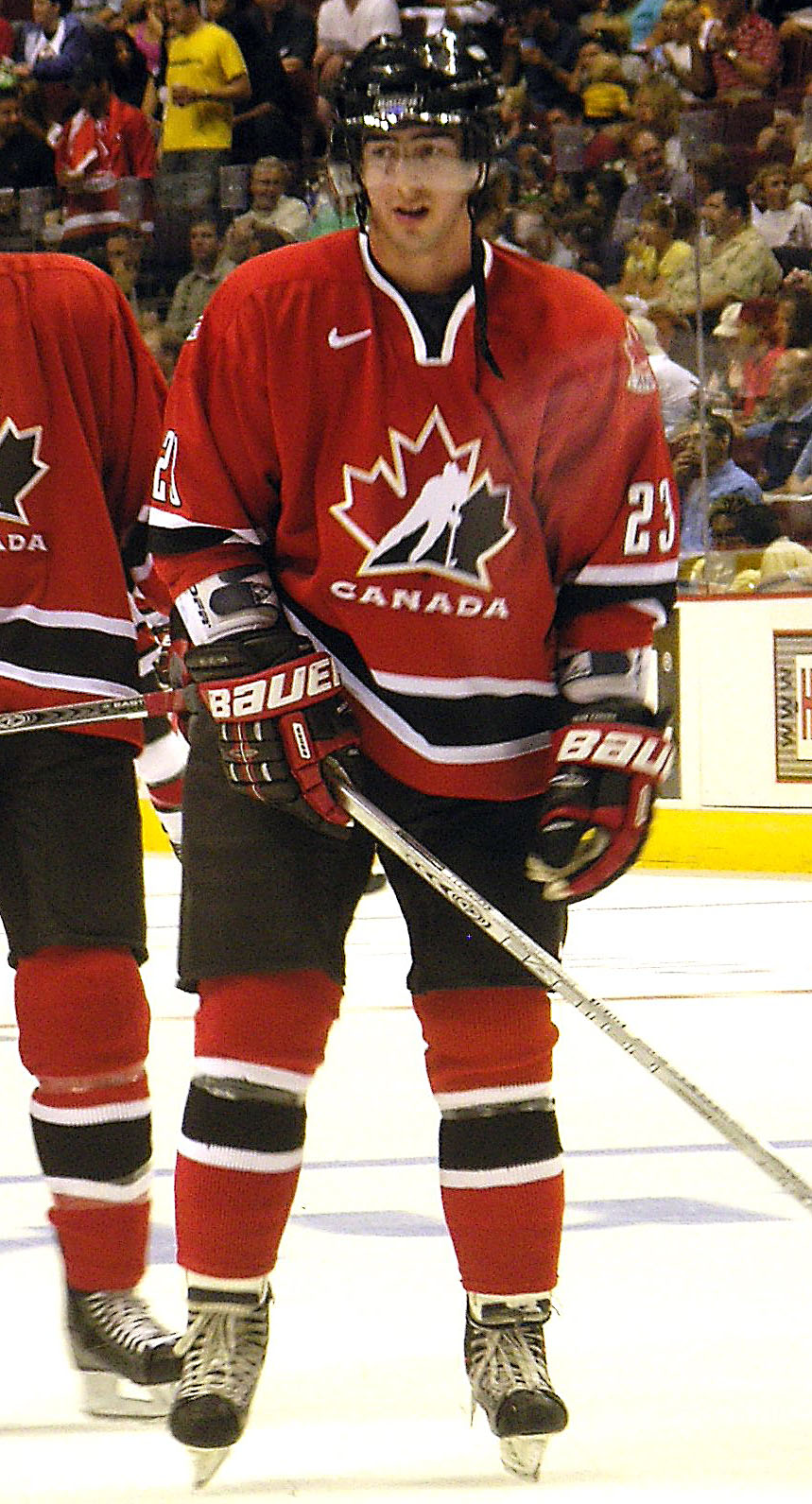
Luc Bourdon (ici en photo avec l'équipe du Canada) et Letang jouent ensemble avec les Foreurs de Val-d'Or entre 2004 et 2006.

Kristopher Joseph Pierre Irwin Letang est né le 24 avril 1987 à Montréal, ville située dans la province de Québec. Ses noms intermédiaires proviennent de la foi catholique de sa famille, de son grand-père et de son parrain. Fils unique, il est élevé par sa mère Christiane Letang et son beau-père Michel Pépin. Son père biologique, Claude Fouquet, le voit rarement. Ils parlent parfois au téléphone ensemble et se voient occasionnellement durant l'été. Après avoir joué son hockey mineur à Sainte-Julie, il intègre l'effectif des Gaulois du Collège Antoine-Girouard à Saint-Hyacinthe dans la ligue midget AAA.
Il participe en juin 2003 au repêchage de la Ligue de hockey junior majeur du Québec. Il est choisi par les Foreurs de Val-d'Or en tant que 27e choix lors de la deuxième ronde ; sept autres joueurs des Gaulois étant choisis au total lors des deux premières rondes. Cette année-là, le premier choix du repêchage de la LHJMQ est Sidney Crosby par l'Océanic de Rimouski.
Letang commence sa carrière junior en 2004-2005 avec la franchise des Foreurs. Il prend part avec l'équipe LHJMQ au Défi ADT Canada-Russie. Val-d'Or est éliminé de la course aux séries éliminatoires en terminant à l'avant-dernière place de la saison, les derniers étant le Titan d'Acadie-Bathurst. Il totalise 32 points à l'issue de sa première saison. Letang est nommé dans l'équipe d'étoiles des recrues de la LHJMQ. Au cours du repêchage d'entrée dans la Ligue nationale de hockey de 2005, il est choisi par les Penguins de Pittsburgh en troisième ronde au 62e rang alors que le premier choix du repêchage est encore Sidney Crosby qui est également choisi par les Penguins.
En avril 2005, Letang est sélectionné pour la première fois au sein de l'équipe du Canada des moins de 18 ans pour participer au championnat du monde correspondant qui se joue en République tchèque. En remportant le match 3 à 2 contre les Tchèques, le Canada est qualifié pour la finale contre les États-Unis. Malgré tout, les Américains l'emportent facilement 5 buts à 1 et l'équipe canadienne finit à la deuxième place ; Letang remporte sa première médaille internationale.
Letang ne rejoint pas de suite la franchise des Penguins et reste jouer dans la LHJMQ pour la saison 2005-2006 afin de continuer à progresser. Il participe de nouveau au Défi ADT Canada-Russie avec l'équipe LHJMQ. En décembre 2005, il est à nouveau intégré à l'équipe nationale pour le championnat du monde junior en Colombie-Britannique, province du Canada. Après une victoire facile lors du premier match 5-1 contre la Finlande, Letang récolte son premier point lors de la victoire 4 à 3 contre la Suisse, une passe sur un but de Dustin Boyd. Premiers de leur poule, le Canada est automatiquement qualifié pour la demi-finale et au cours de celle-ci, Letang marque son premier but du championnat lors d'une victoire sur un blanchissage 4 à 0 contre les Finlandais. L'équipe remporte par la suite la médaille d'or en battant les Russes guidés par Ievgueni Malkine, futur coéquipier de Letang avec les Penguins, sur le score de 5 à 0.
Alors que l'équipe canadienne remporte la médaille d'or, le coéquipier de Letang, Luc Bourdon est échangé aux Wildcats de Moncton, futurs vainqueurs de la Coupe du président. Olivier Latendresse, autre joueur des Foreurs, finit meilleur pointeur de l'équipe et quatrième pointeur de la LHJMQ avec 125 points. Pour sa seconde saison dans la LHJMQ, Letang monte en puissance avec 25 buts et 43 passes pour 68 points. Les Foreurs participent aux séries éliminatoires mais s'inclinent en cinq rencontres face aux Remparts de Québec dès le premier tour. Il est nommé dans la première équipe d'étoiles de la LHJMQ.

### Débuts dans la LNH

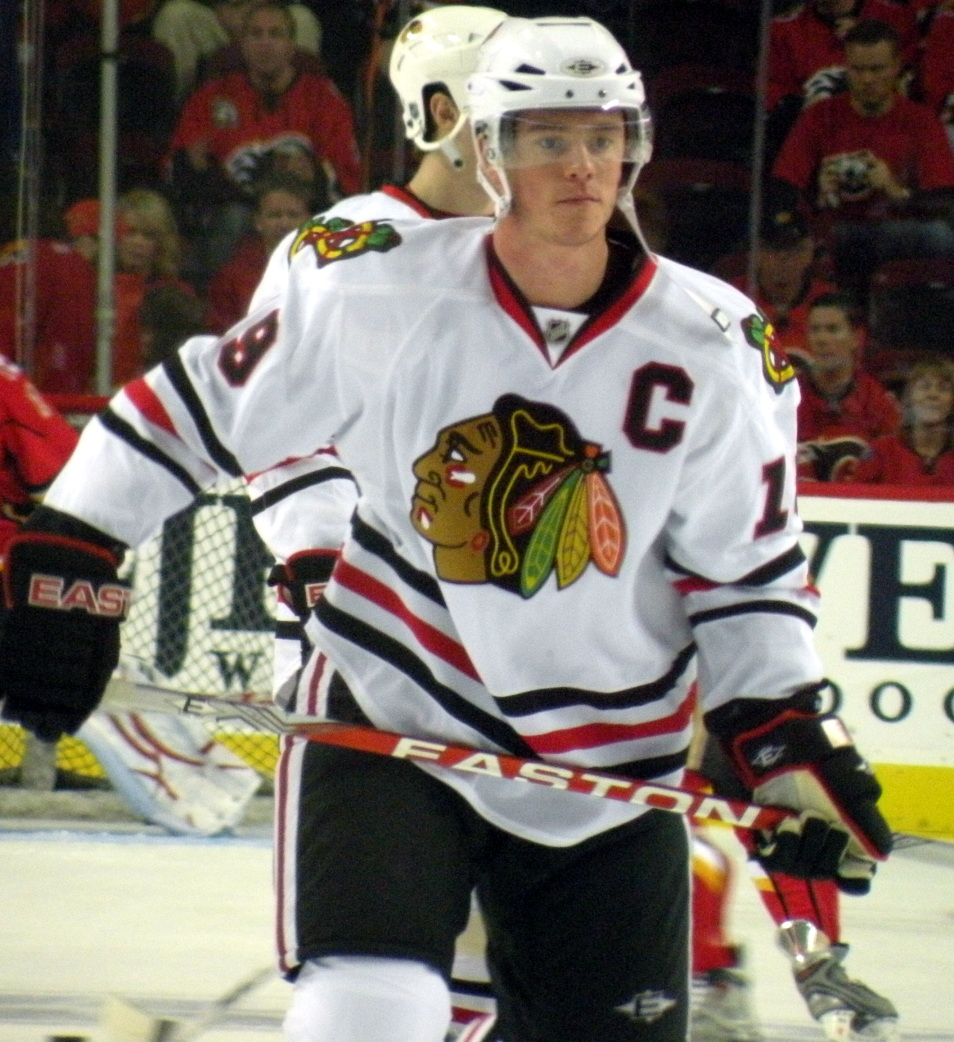
Jonathan Toews (ici avec les Blackhawks de Chicago) joue le championnat du monde junior 2007 avec Letang.

Letang commence la saison 2006-2007 dans l'effectif des Penguins dans la LNH et il inscrit son premier but lors de son troisième match contre les Rangers de New York, une victoire 6-5 des Penguins le 13 octobre. Au cours de ce match, Letang, Crosby et Jordan Staal inscrivent chacun un but alors qu'ils sont tous les trois considérés comme juniors — 19 ans pour les deux premiers et 18 pour le dernier. C'est la neuvième fois que cela arrive dans l'histoire de la LNH. Malgré de bons débuts, le 30 octobre 2006, les Penguins annoncent que finalement après sept matchs et deux buts dans la LNH, Letang est réaffecté pour la fin de la saison 2006-2007 avec son équipe junior dans la LHJMQ. Il rejoint pour une nouvelle saison les Foreurs dont il est nommé capitaine.
Pour le championnat du monde junior 2007, il est une nouvelle fois sélectionné et il est même nommé capitaine de l'équipe le 15 décembre. Letang récolte deux passes sur les buts de Bourdon et Brad Marchand lors du premier match contre la Suède en gagnant 2-0. Après trois autres victoires, Letang amasse au total cinq passes lors de la première poule. Étant immédiatement qualifié pour la demi-finale, lors de la victoire canadienne 2-1 en tir de fusillade contre les États-Unis, Letang joue son premier match sans point. Carey Price, le gardien de but du Canada, est désigné joueur du match pour le Canada. Le Canada retrouve la Russie en finale et Letang emmène son équipe à une nouvelle médaille d'or en battant les Russes 4 buts à 2. Par cette victoire en finale, Letang figure dans l'équipe type du tournoi en compagne d'Erik Johnson (États-Unis), des attaquants Alekseï Tcherepanov (Russie), Patrick Kane (États-Unis) et Jonathan Toews (Canada), et du gardien de but Price (Canada), ce dernier étant également désigné meilleur joueur du championnat.
Après le championnat, les Foreurs sont qualifiés pour les séries en finissant premiers de la division Telus et ils passent tous les tours pour jouer la finale de la Coupe du président. Ils s'inclinent en quatre matchs contre les Maineiacs de Lewiston. Letang est mis en avant par de nombreux trophées de la LHJMQ : il reçoit ainsi le trophée Émile-Bouchard du meilleur défenseur, le trophée Paul-Dumont de la personnalité de l'année ainsi que le trophée Kevin-Lowe du défenseur qui a eu le plus d'impact sur la défense de son équipe. Letang est également nommé dans la première équipe d'étoiles.
Le 11 mai, Letang est appelé pour jouer un match avec les Penguins de Wilkes-Barre/Scranton dans la Ligue américaine de hockey qui luttent pour tenter de battre les Bears de Hershey en finale de division de la saison 2006-2007 de la LAH. Même si les Penguins de WBS perdent lors des prolongations 6 buts à 7, Letang enregistre tout de même sa première passe dans la LAH.

### Première finale de la Coupe Stanley

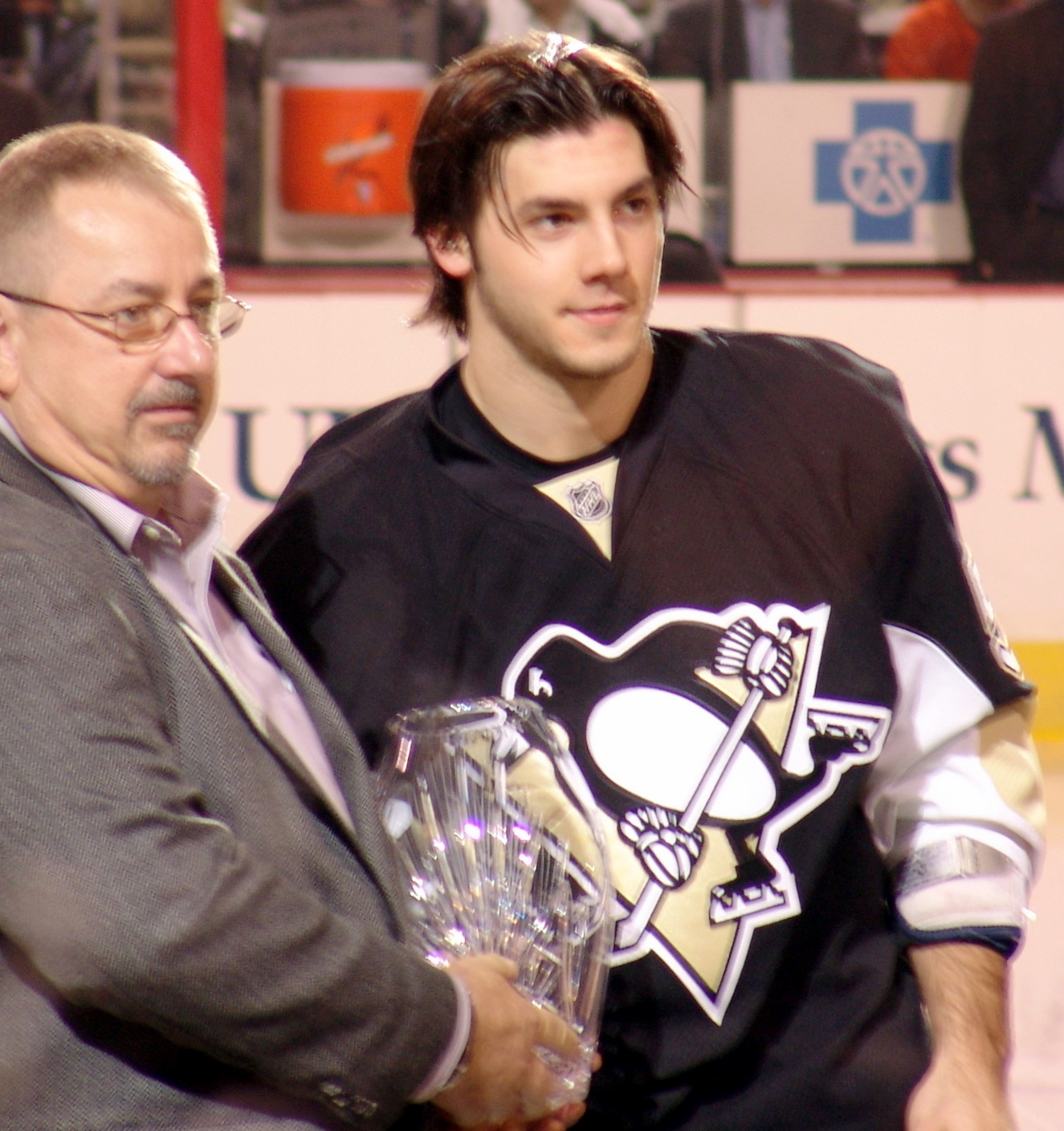
En 2007-2008, Letang remporte le trophée Michel-Brière, trophée interne des Penguins remis à la meilleure recrue de l'équipe.

Letang commence la saison 2007-2008 dans la LAH avec les Penguins de WBS mais le 13 novembre alors que les Penguins de Pittsburgh sont derniers de leur division, le directeur général de l'équipe, Ray Shero, décide de le rappeler au sein de l'équipe. Les 6 et 8 décembre, il aide son équipe à remporter deux matchs contre des équipes de l'association de l'Ouest ; il inscrit les deux tirs de fusillade vainqueurs contre les Flames de Calgary puis contre les Canucks de Vancouver. Pendant la saison, Crosby, nommé capitaine des Penguins en mai 2007, se blesse à la cheville puis manque un total de 28 matchs mais en son absence, les Penguins tirent très bien leur épingle du jeu avec 16 victoires, 8 défaites et 4 défaites en fusillade. L'équipe est guidée en attaque par Malkine et Shero fait venir dans l'effectif de l'équipe Marián Hossa et Pascal Dupuis, joueurs des Thrashers d'Atlanta, afin de renforcer celle-ci sur les ailes. Les résultats suivent puisque l'équipe se qualifie une nouvelle fois pour les séries et décrochent la première place de la division Atlantique.
Les Penguins parviennent en finale de la Coupe Stanley en battant tour à tour les Sénateurs d'Ottawa, 4 matchs à 0, les Rangers de New York, 4 matchs à 1 et enfin les Flyers de Philadelphie, également en cinq matchs. Ils rencontrent en finale de la Coupe les Red Wings de Détroit, champions de la saison régulière. Les deux premiers matchs sont joués à Détroit et Chris Osgood blanchit à deux reprises les Penguins 4-0 et 3-0. Après le deuxième match, les dirigeants des Penguins ont décidé de remplacer Letang par Darryl Sydor au sein de l'équipe. Le lendemain, un décès vient frapper l'entourage de Letang : son meilleur ami et ancien coéquipier des Foreurs, Luc Bourdon, meurt le 29 mai 2008 à la suite d'un accident de moto sur la route. À la suite du décès de Bourdon, une minute de silence est organisée avant le quatrième match de la finale de la Coupe. Letang pense également s'acheter une moto mais après la mort de son meilleur ami, il change d'avis.
Pittsburgh reprend espoir en gagnant la troisième rencontre 3-2 mais ils concèdent la défaite lors de la quatrième date. Lors du cinquième match, trois prolongations sont nécessaires et un but de Petr Sýkora pour voir les Penguins l'emporter mais finalement, les Red Wings l'emportent lors du sixième match sur la glace de Pittsburgh et remportent leur onzième Coupe Stanley. Letang reçoit le trophée Michel Brière, trophée interne des Penguins remis à la meilleure recrue de l'équipe.

### La coupe Stanley

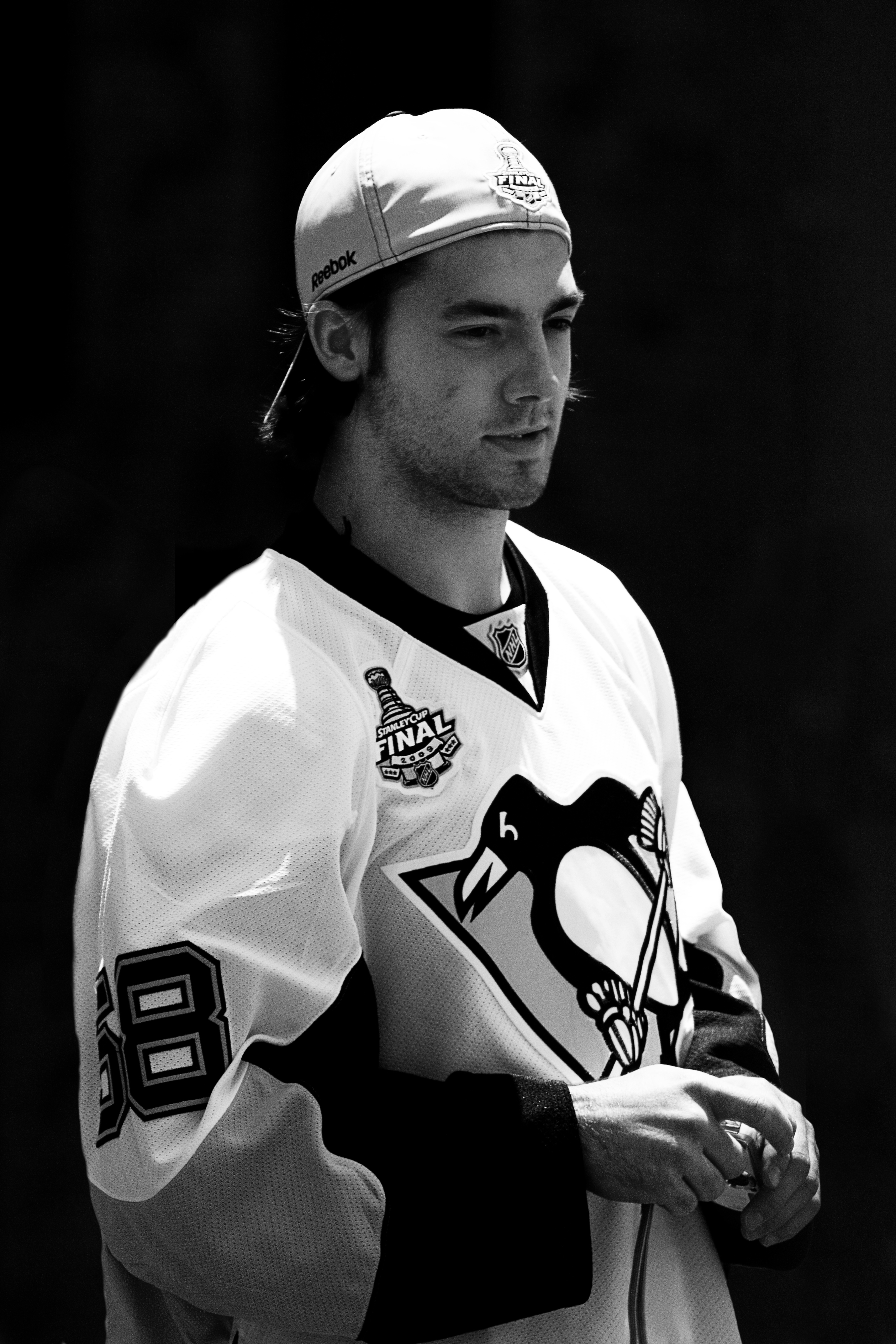
Letang lors de la parade de la victoire de la Coupe Stanley en 2009.

Lors de la préparation de la saison suivante, les mauvaises nouvelles s'accumulent pour les Penguins avec les blessures des deux meilleurs défenseurs de l'équipe ; Ryan Whitney au pied entre octobre et fin décembre et Sergueï Gontchar à l'épaule entre octobre et mi-février. Letang joue alors sur la première ligne de défense aux côtés de Brooks Orpik pour remplacer Gontchar. Il joue le centième match de sa carrière en décembre puis en fin de saison, le 5 avril, il inscrit le cinquantième point de sa carrière dans la LNH.
Les Penguins connaissent une fin d'année 2008 et un début 2009 catastrophiques, ne parvenant pas à enchaîner les victoires et finalement le 16 février, Shero renvoie Michel Therrien l'entraîneur de l'équipe et Dan Bylsma, entraîneur de Wilkes-Barre/Scranton, est nommé à sa place. À l'issue de la saison, Letang totalise 10 buts et 23 passes décisives. Il est alors le meilleur pointeur défenseur de l'équipe devant Orpik alors qu'Ievgueni Malkine est le meilleur pointeur de l'équipe, et de la LNH, avec 113 points. Les Penguins sont classés à la deuxième place de la division derrière les Devils du New Jersey avec sept points de retard, quatrième au total de l'association.

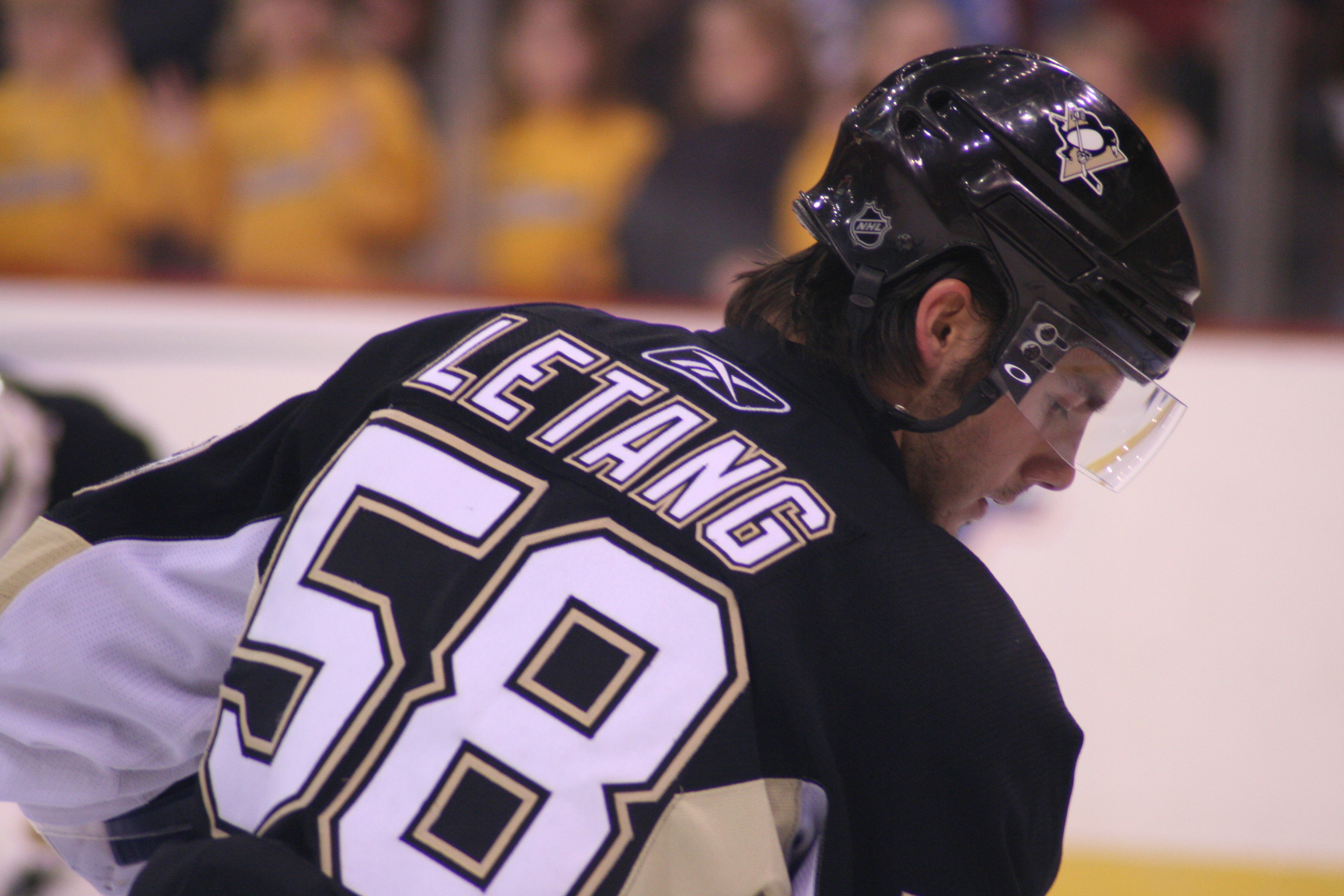
Letang lors d'un match des Penguins contre les Devils du New Jersey en novembre 2008.

En séries, les Penguins éliminent au premier tour les Flyers en six matchs alors que lors du dernier match ils sont menés au score 3-0 avant de revenir au jeu, le réveil étant sonné par un combat entre Maxime Talbot des Penguins et Dan Carcillo des Flyers. Au tour suivant, Letang et ses coéquipiers affrontent les Capitals de Washington emmenés par Aleksandr Ovetchkine. La série se prolonge jusqu'au septième match grâce à notamment une prestation de Semion Varlamov dans les buts des Capitals ainsi qu'aux talents offensifs de Crosby et Ovetchkine. Lors du troisième match et après déjà deux défaites, les deux équipes sont à égalité à la fin du temps réglementaire, deux buts partout. Au bout d'une dizaine de minutes en prolongation, Letang récupère le palet d'une passe de Mark Eaton et parvient à tromper Varlamov. Il s'agit du premier but lors des séries de la carrière de Letang. Le septième match a lieu dans la salle de Washington et après 31 minutes de jeu, les Penguins mènent déjà 5-0, le quatrième but étant inscrit par Letang. Finalement les Penguins remportent la rencontre et la qualification sur le score de 6 buts à 2.
La finale d'association est jouée contre les Hurricanes de la Caroline mais ces derniers perdent totalement pied en étant éliminés en quatre matchs. Contrairement à la saison précédente et à la superstition de la LNH, Crosby en accord avec Bill Guerin décide de toucher le trophée Prince de Galles remis au champion de l'association. Les Penguins retrouvent les champions en titre en finale de la Coupe Stanley, les Red Wings de Détroit. Après les deux premières rencontres et deux défaites de Pittsburgh 1-3, la finale semble prendre le même chemin que la saison passée mais les Penguins gagnent les deux matchs chez eux 4-2 avec trois points en deux matchs pour le joueur du Québec. Osgood blanchit les Penguins lors de la cinquième date, 5-0, puis Pittsburgh gagne 2-1 le sixième match. La finale se joue donc au terme d'un septième match joué à Détroit le 12 juin et Letang soulève la Coupe Stanley à la suite d'une victoire 2-1 grâce à un doublé de Talbot. Avec 36 points, Malkine est le meilleur pointeur de l'équipe des séries mais également de la LNH. À titre personnel, Letang compte 13 points en série dont 4 buts. Letang est également un des six Québécois avec Marc-André Fleury, Maxime Talbot, Pascal Dupuis, Philippe Boucher et Mathieu Garon à remporter la Coupe Stanley avec les Penguins cette saison ; c'est le plus grand nombre de joueurs québécois depuis les Canadiens de Montréal en 1993.

### Après la Coupe

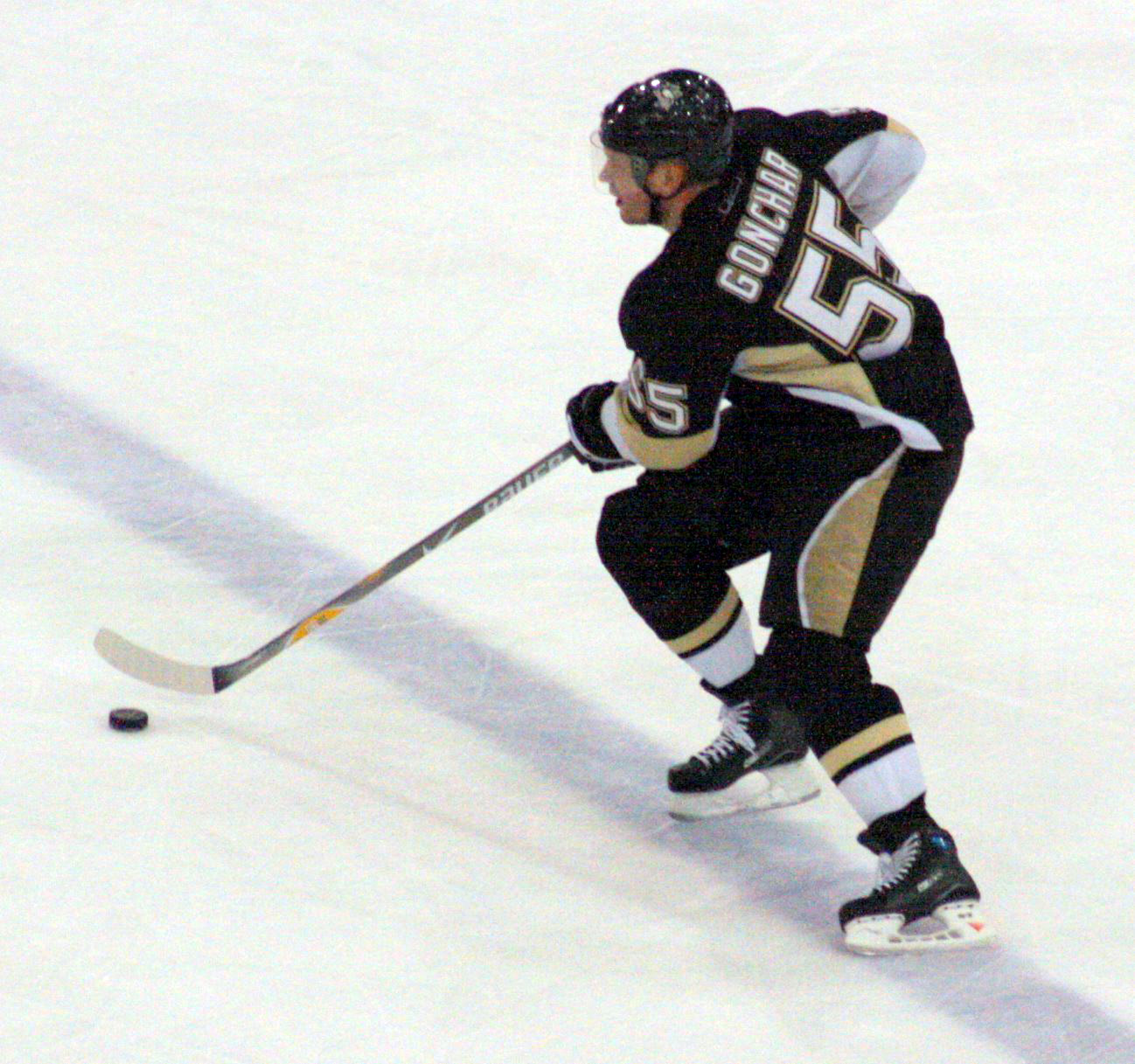
En juillet 2010, Sergueï Gontchar quitte les Penguins et Letang devient le défenseur numéro un de l'équipe.

Comme tous les joueurs champions de la Coupe Stanley, Letang a droit à une journée entière pour profiter du trophée ; le 5 août 2009, il accueille la coupe à Saint-Julie. Le 10 septembre 2009, Letang et les joueurs des Penguins rencontrent le Président des États-Unis Barack Obama à la Maison-Blanche avant de commencer la saison 2009-2010. Le 30 mars 2010, Letang signe une prolongation de contrat de quatre saisons avec les Penguins. Après la fin de la saison régulière, Letang ne marque que 3 buts et réalise 24 passes pour un total de 27 points.
Les Penguins terminent à la deuxième place de la division et sont qualifiés pour les séries de la Coupe. Ils rencontrent une nouvelle fois les Sénateurs lors de la première ronde et en viennent à bout en six matchs mais au cours du deuxième tour, ils sont éliminés en sept matchs par les Canadiens de Montréal. Pendant les séries, Letang compte cinq buts, ce qui fait deux buts de plus qu'en saison régulière.
La saison suivante, avec le départ de Gontchar qui a signé avec les Sénateurs d'Ottawa, Letang prend la relève du défenseur numéro un. Malgré tout, la saison des Penguins est gâchée par les blessures des joueurs de l'équipe. Ainsi Jordan Staal manque tout le début de la saison ; quand il revient au jeu en janvier, c'est au tour de Crosby puis de Malkine d'être blessés. Ils manquent tous les deux la fin de saison. Le 27 novembre 2010, Letang réalise son centième point en carrière lors d'une victoire 4-1 contre les Flames de Calgary. À la fin du mois de janvier, il est sélectionné pour jouer le 58e Match des étoiles à Raleigh, en Caroline du Nord en étant directement élu par le vote des fans ; il est un des six joueurs de la LNH à être élu par les fans en compagnie de Crosby, Fleury, Jonathan Toews et Duncan Keith des Blackhawks de Chicago enfin Malkine. Letang est le deuxième joueur le plus plébiscité derrière son capitaine qui totalise 635 509 votes contre 477,960 votes pour le défenseur. Ce dernier marque deux buts pour l'équipe d'Eric Staal qui perd 11 à 10. Le 8 avril, il réalise la centième passe de sa carrière lors d'une victoire 4-3 en fusillade contre les Islanders de New York.
Auteur de 50 points, Letang termine deuxième meilleur pointeur des Penguins derrière Crosby, qui en compte 66 points, et meilleur passeur avec 42 réalisations. Letang est le neuvième meilleur pointeur dans la LNH en tant que défenseur ; Dan Boyle des Sharks de San José et Christian Ehrhoff des Canucks de Vancouver comptent le même nombre de points que le défenseur de Pittsburgh alors que Ľubomír Višňovský des Ducks d'Anaheim se classe premier défenseur avec 68 points. Deuxième de la division Atlantique, l'équipe de Pittsburgh perd au premier tour en sept rencontres contre le Lightning de Tampa Bay.
Le 7 octobre 2011, il joue son 300e match dans la LNH contre les Canucks de Vancouver lors du premier match de la saison 2011-2012. Le 18 octobre contre les Jets de Winnipeg, il est suspendu pour deux matchs pour sa mise en échec illégale sur Aleksandr Bourmistrov. Le 26 novembre contre les Canadiens, Letang reçoit un coup à la tête de la part de Max Pacioretty. Le Québécois quitte la rencontre avec le nez cassé mais revient en prolongation pour marquer de le but victoirieux. Pacioretty sera quant à lui suspendu pour trois matchs. Letang souffre d'une commotion cérébrale et manque une vingtaine de matchs. Le 23 janvier, il est invité à jouer au 59e Match des étoiles à Ottawa pour remplacer Dustin Byfuglien qui est blessé au genou. Le 29 février, Letang subit une autre commotion cérébrale après avoir été frappé à la tête par Eric Nystrom des Stars de Dallas. Avec 42 points, il est le meilleur pointeur défenseur des Penguins malgré les 51 matchs qu'il a joué. Les Penguins sont deuxièmes de leur division et terminent avec un point de moins que les Rangers de New York, premiers de l'association de l'Est. Les Penguins perdent au premier tour quatre matchs à deux face aux Flyers de Philadelphie.
Le 2 juillet 2013, Letang signe un contrat de 8 ans avec les Penguins de Pittsburgh pour un montant de 58 Millions de Dollars, prenant effet dès la saison 2014-2015.
Le 7 février 2014, les Penguins de Pittsburgh annoncent que Letang a subi un accident vasculaire cérébral. Après une absence de six semaines, il reçoit l'autorisation de l'équipe médicale pour revenir au jeu le 16 mars.

### Deuxième et troisième coupes Stanley
La saison 2015-2016 démarre avec un changement d'entraineur pour les Penguins ainsi que plusieurs transferts de joueurs. Après un début d'année difficile, l'équipe réussit à se qualifier pour les séries éliminatoires et continue son parcours jusqu'en finale face aux Sharks de San José. Letang inscrit le but gagnant du sixième match et il devient le quatrième joueur de l'histoire de la LNH a enregistrer un point pour chaque but gagnant des quatre matchs de la finale de la Coupe Stanley. Letang finit quatrième des votes pour le trophée James-Norris récompensant le meilleur défenseur de la ligue.
Les Penguins commencent la saison 2016-2017 avec pour ambition de répéter l'exploit et de rentrer dans le cercle fermé des équipes ayant remporté la Coupe Stanley deux années d'affilée. Malheureusement pour Letang, sa santé lui joue à nouveau des tours. Obligé de rester hors de la patinoire le 21 février pour une blessure au haut du corps, sa guérison s'éternise sans date de retour prévisible. Finalement, début avril alors que son retour sur la glace semble approcher, sa progression atteint un plateau et les médecins de l'équipe décide de lui faire repasser une IRM. Contre toute attente, la situation s'est dégradée et il est orienté vers une opération chirurgicale pour une hernie discale au niveau du cou, ce qui doit l'empêcher de jouer au moins six mois et l'écarte définitivement des séries éliminatoires. Opéré le 13 avril, il soutient ses coéquipiers dans leur avancée vers la Coupe Stanley, voyageant avec eux lors des séries, prodiguant des conseils et participant même à certaines réunions de l'équipe d'entraîneurs pour apporter son expérience d'un des meilleurs défenseurs de la ligue. Il descend sur la glace lors de la victoire des Penguins face aux Prédateurs de Nashville pour soulever la coupe.

### La suite
Le 27 décembre 2023, dans une victoire de 7-0 des Penguins contre les Islanders, Letang établit un record de la LNH en inscrivant cinq assistances en une seule période par un défenseur. Jusqu'à cette date, le seul autre joueur à avoir accompli l'exploit est l'ancien attaquant Dale Hawerchuk des Jets de Winnipeg en 1984. Letang rajoute une autre aide en troisième période pour un total de six passes dans le match. Par le fait même, il égale le record de Bobby Orr, de Paul Coffey et de Gary Suter pour le plus grand nombre d'assistances en un seul match par un défenseur.

## Statistiques

### Statistiques en club
| Saison     | Équipe                            | Ligue      |       | Saison régulière | Saison régulière | Saison régulière | Saison régulière | Saison régulière |    | Séries éliminatoires | Séries éliminatoires | Séries éliminatoires | Séries éliminatoires | Séries éliminatoires |
| Saison     | Équipe                            | Ligue      | PJ    | B                | A                | Pts              | Pun              | PJ               | B  | A                    | Pts                  | Pun                  |                      |                      |
| 2002-2003  | Collège Antoine-Girouard          | Midget AAA | 42    | 2                | 10               | 12               | 34               | -                | -  | -                    | -                    | -                    |                      |                      |
| 2003-2004  | Collège Antoine-Girouard          | Midget AAA | 39    | 12               | 41               | 53               | 94               | 13               | 7  | 9                    | 16                   | 38                   |                      |                      |
| 2004-2005  | Foreurs de Val-d'Or               | LHJMQ      | 70    | 13               | 19               | 32               | 79               | -                | -  | -                    | -                    | -                    |                      |                      |
| 2005-2006  | Foreurs de Val-d'Or               | LHJMQ      | 60    | 25               | 43               | 68               | 156              | 5                | 1  | 5                    | 6                    | 20                   |                      |                      |
| 2006-2007  | Penguins de Pittsburgh            | LNH        | 7     | 2                | 0                | 2                | 4                | -                | -  | -                    | -                    | -                    |                      |                      |
| 2006-2007  | Foreurs de Val-d'Or               | LHJMQ      | 40    | 14               | 38               | 52               | 74               | 19               | 12 | 19                   | 31                   | 48                   |                      |                      |
| 2006-2007  | Penguins de Wilkes-Barre/Scranton | LAH        | -     | -                | -                | -                | -                | 1                | 0  | 1                    | 1                    | 2                    |                      |                      |
| 2007-2008  | Penguins de Wilkes-Barre/Scranton | LAH        | 10    | 1                | 6                | 7                | 4                | -                | -  | -                    | -                    | -                    |                      |                      |
| 2007-2008  | Penguins de Pittsburgh            | LNH        | 63    | 6                | 11               | 17               | 23               | 16               | 0  | 2                    | 2                    | 12                   |                      |                      |
| 2008-2009  | Penguins de Pittsburgh            | LNH        | 74    | 10               | 23               | 33               | 24               | 23               | 4  | 9                    | 13                   | 26                   |                      |                      |
| 2009-2010  | Penguins de Pittsburgh            | LNH        | 73    | 3                | 24               | 27               | 51               | 13               | 5  | 2                    | 7                    | 6                    |                      |                      |
| 2010-2011  | Penguins de Pittsburgh            | LNH        | 82    | 8                | 42               | 50               | 101              | 7                | 0  | 4                    | 4                    | 10                   |                      |                      |
| 2011-2012  | Penguins de Pittsburgh            | LNH        | 51    | 10               | 32               | 42               | 34               | 6                | 1  | 4                    | 5                    | 21                   |                      |                      |
| 2012-2013  | Penguins de Pittsburgh            | LNH        | 35    | 5                | 33               | 38               | 8                | 15               | 3  | 13                   | 16                   | 8                    |                      |                      |
| 2013-2014  | Penguins de Pittsburgh            | LNH        | 37    | 11               | 11               | 22               | 16               | 13               | 2  | 4                    | 6                    | 14                   |                      |                      |
| 2014-2015  | Penguins de Pittsburgh            | LNH        | 69    | 11               | 43               | 54               | 79               | -                | -  | -                    | -                    | -                    |                      |                      |
| 2015-2016  | Penguins de Pittsburgh            | LNH        | 71    | 16               | 51               | 67               | 66               | 23               | 3  | 12                   | 15                   | 22                   |                      |                      |
| 2016-2017  | Penguins de Pittsburgh            | LNH        | 41    | 5                | 29               | 34               | 32               | -                | -  | -                    | -                    | -                    |                      |                      |
| 2017-2018  | Penguins de Pittsburgh            | LNH        | 79    | 9                | 42               | 51               | 56               | 12               | 3  | 8                    | 11                   | 15                   |                      |                      |
| 2018-2019  | Penguins de Pittsburgh            | LNH        | 65    | 16               | 40               | 56               | 48               | 4                | 0  | 1                    | 1                    | 2                    |                      |                      |
| 2019-2020  | Penguins de Pittsburgh            | LNH        | 61    | 15               | 29               | 44               | 38               | 4                | 0  | 0                    | 0                    | 0                    |                      |                      |
| 2020-2021  | Penguins de Pittsburgh            | LNH        | 55    | 7                | 38               | 45               | 32               | 6                | 1  | 5                    | 6                    | 6                    |                      |                      |
| 2021-2022  | Penguins de Pittsburgh            | LNH        | 78    | 10               | 58               | 68               | 49               | 7                | 1  | 3                    | 4                    | 0                    |                      |                      |
| 2022-2023  | Penguins de Pittsburgh            | LNH        | 64    | 12               | 29               | 41               | 30               | -                | -  | -                    | -                    | -                    |                      |                      |
| 2023-2024  | Penguins de Pittsburgh            | LNH        | 82    | 10               | 41               | 51               | 62               | -                | -  | -                    | -                    | -                    |                      |                      |
| Totaux LNH | Totaux LNH                        | Totaux LNH | 1 087 | 166              | 576              | 742              | 753              | 149              | 23 | 67                   | 90                   | 142                  |                      |                      |

### Statistiques en équipe nationale
| Année | Équipe                 | Évènement                    |   | PJ | B | A | Pts | Pun               |  | Résultat |
| 2005  | Canada moins de 18 ans | Championnat du monde -18 ans | 6 | 2  | 2 | 4 | 20  | Médaille d'argent |  |          |
| 2006  | Canada junior          | Championnat du monde junior  | 6 | 1  | 2 | 3 | 2   | Médaille d'or     |  |          |
| 2007  | Canada junior          | Championnat du monde junior  | 6 | 0  | 6 | 6 | 12  | Médaille d'or     |  |          |

## Trophées et honneurs personnels

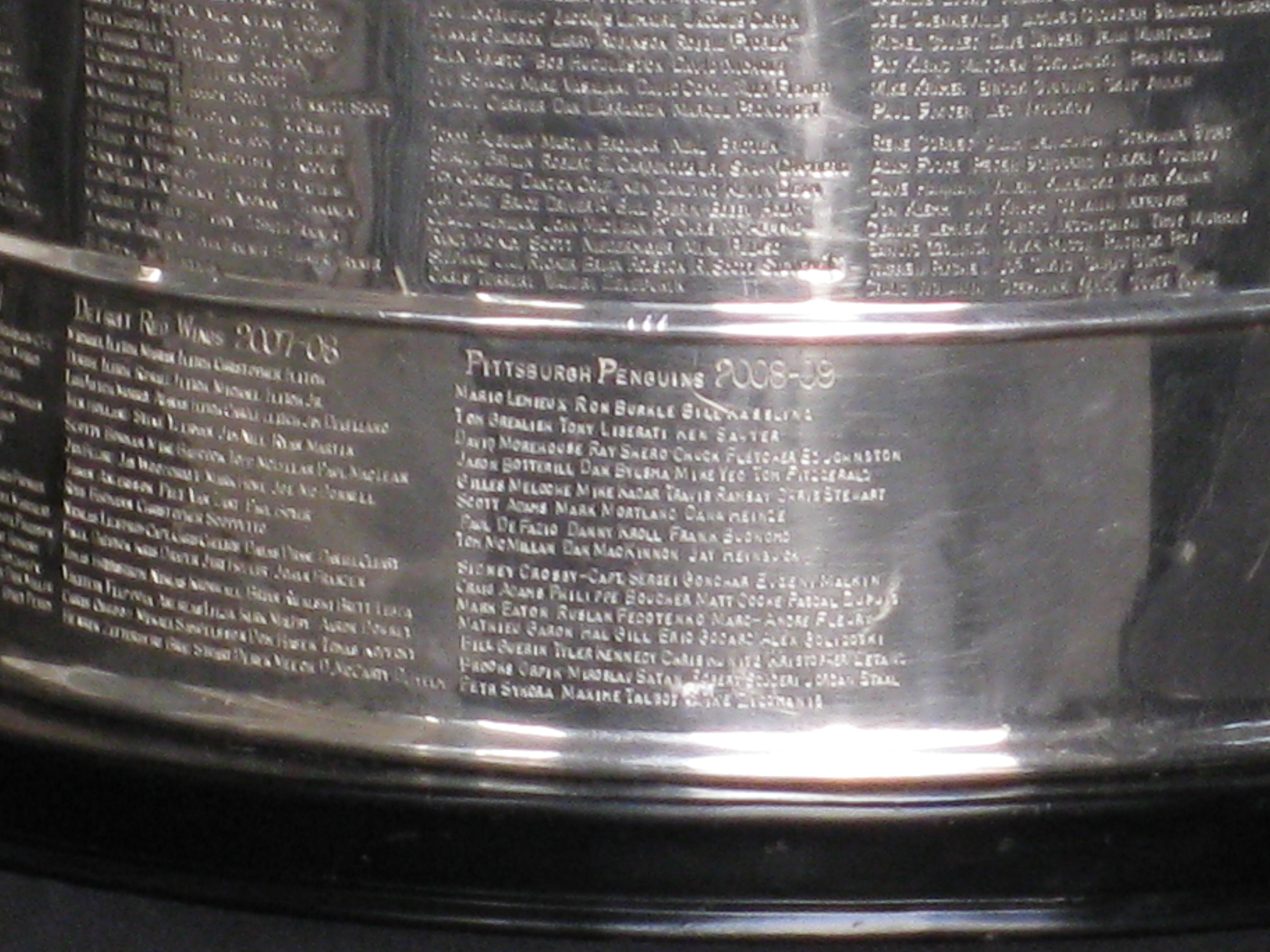
La Coupe Stanley et l'effectif des Penguins 2008-2009 gravé.

### Ligue de hockey junior majeur du Québec
- 2004-2005 : équipe d'étoiles des recrues de la LHJMQ et de la LCH
- 2005-2006 : première équipe d'étoiles de la LHJMQ et de la LCH
- 2006-2007 dans la LHJMQ :
  - première équipe d'étoiles de la LHJMQ et de la LCH
  - trophée Émile-Bouchard ;
  - trophée Paul-Dumont ;
  - trophée Kevin-Lowe.

### Ligue nationale de hockey
- 2007-2008 :
  - participe au Match des Jeunes Étoiles ;
  - trophée Michel Brière de la meilleure recrue de la saison (trophée interne des Penguins)[43]
- 2008-2009 : vainqueur de la coupe Stanley avec les Penguins de Pittsburgh (1)
- 2010-2011 : participe au 58e Match des étoiles (1)
- 2011-2012 : participe au 59e Match des étoiles (2)
- 2012-2013 : sélectionné dans la deuxième équipe d'étoiles (1)
- 2015-2016 :  
  - vainqueur de la coupe Stanley avec les Penguins de Pittsburgh (2)
  - sélectionné dans la deuxième équipe d'étoiles (2)
  - participe au 61e Match des étoiles (3)
- 2016-2017 : vainqueur de la coupe Stanley avec les Penguins de Pittsburgh (3)
- 2017-2018 : participe au 63e Match des étoiles (4)
- 2018-2019 : participe au 64e Match des étoiles (5)
- 2019-2020 : participe au 65e Match des étoiles (6)
- 2022-2023 : remporte le trophée Bill-Masterton